# Dispositif Zéro Charges
 (juillet 2012).
 (novembre 2017).
Le Dispositif Zéro Charges est une aide à l’embauche, destinée aux entreprises de moins de dix salariés pour les embauches pouvant bénéficier de la réduction générale de cotisations sur les bas salaires (dite réduction loi Fillon, concernant les salariés percevant une rémunération inférieure à 1,6 fois le montant du SMIC).
Cette dernière, cumulable avec la réduction loi Fillon, permet aux (TPE) d’être exonérées totalement de cotisations patronales pour les salariés payés au SMIC. Au-delà du SMIC, l’aide devient dégressive pour s’annuler à partir d’une rémunération supérieure à 1,6 fois le montant du SMIC.
Le dispositif prendra fin en principe le 30 juin 2010.